# Fonseca (cantor)
Juan Fernando Fonseca Carrera (Bogotá, 29 de maio de 1979) é um cantor colombiano. Ao longo de sua carreira musical, Fonseca foi premiado com oito Grammys Latino e também foi indicado em 2 oportunidades ao Grammy Awards.
Em 2022, lançou seu outro álbum, Viajante, que conta com a participação dos cantores Silvestre Dangond, Matisse, Greeicy Rendón, Cali & El Dandee e Cimafunk.

## Discografia
Álbuns de estúdio
- Fonseca (2002)
- Corazón (2005)
- Gratitud (2008)
- Ilusión (2011)
- Conexión (2015)
- Agustín (2018)
- Viajante (2022)

Álbuns ao vivo
- Live Bogotá (20110)